# Odnoklassniki
Az Odnoklassniki (oroszul: Одноклассники), röviden OK vagy OK.ru, orosz alapítású közösségi hálózat, amely főként Oroszországban és a posztszovjet országokban népszerű. Az oldalt 2006-ban indította útjára Albert Popkov.
Az oldalnak 2024-ben több mint 200 millió regisztrált felhasználója volt és az Alexa Internet rangsorában az 56. helyen állt. Ez második legnépszerűbb közösségi hálózat Oroszországban, a VK mögött, megelőzve a Facebookot.
Egy Oroszországban 2017 decemberében végzett felmérése szerint az orosz internetfelhasználók 19%-a minden nap vagy majdnem minden nap megnyitja az oldalt.

## Története
Az Odnoklassnikit 2006-ban alapította Albert Popkov, aki Londonban, az Egyesült Királyságban élt és dolgozott akkoriban. Az ötlete az volt, hogy létrehozzon egy olyan közösségi oldalt, amely lehetővé teszi az emberek számára, hogy kapcsolatba lépjenek régi barátaikkal, osztálytársaikkal és kollégáikkal. Ez az elképzelés hamar nagy népszerűségre tett szert, különösen Oroszországban.
2008-ban az OK bizonyos fizetős funkciókat vezetett be. Ilyen volt például a korlátlan számú üzenetküldés, vagy a felhasználók adatainak megtekintése is. Ez a népszerűség csökkenéséhez vezetett, mivel a felhasználók elkezdtek áttérni a fő versenytársra, a VKontakte-ra. Ennek eredményeként az Odnoklassniki 2009 augusztusában megszüntette a fizetős rendszert és így minden szolgáltatás ingyenes lett.
2010-ben az Odnoklassniki a Mail.Ru, egy nagy orosz internetes vállalat része lett, amely számos online szolgáltatást birtokol. Ezzel az Odnoklassniki egy erős pénzügyi háttérrel rendelkező cégcsoportba került, ami biztosította további fejlődését és növekedését.
Az Odnoklassniki a kezdeti években nagy versenytársa volt a szintén orosz VKontakte közösségi hálózatnak. Bár a VK sok szempontból népszerűbbé vált, az Odnoklassniki továbbra is egy jelentős közösségi platform maradt, különösen az idősebb felhasználók körében. Az oldal idővel új funkciókat vezetett be, mint például zenei és videós tartalmak megosztása, online játékok, valamint csoportok és események létrehozása.

## Szolgáltatások blokkolásaUkrajnában
2017 májusában Petro Olekszivoljics Porosenko ukrán elnök rendeletet írt alá a Mail.ru és a széles körben használt közösségi hálózatok, köztük a VKontakte és az Odnoklassniki betiltására a Krím annektálása és a donbászi háborúban való részvétel miatt Oroszországgal szembeni folyamatos szankciók részeként. A lépést széles körben bírálták, és a Riporterek Határok Nélkül szervezet elítélte a tilalmat, „aránytalan intézkedésnek nevezve, amely súlyosan aláássa az ukrán nép információ eléréshez való jogát és a véleménynyilvánítás szabadságát”.

## Fordítás
- Ez a szócikk részben vagy egészben  az   Odnoklassniki című angol Wikipédia-szócikk ezen változatának fordításán alapul.  Az eredeti cikk szerkesztőit annak laptörténete sorolja fel. Ez a jelzés csupán a megfogalmazás eredetét és a szerzői jogokat jelzi, nem szolgál a cikkben szereplő információk forrásmegjelöléseként.